# 奈良教育大学附属小学校
奈良教育大学附属小学校（ならきょういくだいがくふぞくしょうがっこう, Elementary School, Nara University of Education）は、奈良教育大学附属の国立小学校。通称は付小（ふしょう）・附小（ふしょう）。

## 概要
国立大学の附属校として、小学校教育の研究および大学生の教育実習の場となっている。また、特別支援学級が設置されている（附属中学校の特別支援学級も併置）。
学級数
- 計21学級[2]
  - 通常学級 1～6年 各3学級
  - 特別支援学級 3学級

校地
奈良県奈良市高畑町の奈良教育大学高畑キャンパス北東部
入学
通学エリア内で応募した者に対して無条件抽選にて選び、それぞれの学級の特性に応じて認識適性などを判断して合格判定した者の入学を認めている。
制服
- 男子は、白のカッターシャツになす紺の半ズボン[2]。Vネックのセーター。
- 女子は、白いブラウスになす紺のジャンパースカート（冬服）[2]。Vネックのセーター。
- 白いポロシャツも制服として加えられている[2]。
- 新しい制服を、保護者と教員で作る「制服改良委員会」で検討中である[2]。
- 男女とも冬季にマフラーを着用してよい。また衣替えはなく、児童の任意となっている。
- 制帽がある。

## 沿革

### 経緯
1889年（明治22年）に開校した「奈良県尋常師範学校附属小学校」を前身とする。数回の改称を経て、2004年（平成16年）の国立大学法人化に伴い、現校名となった。2009年（平成21年）に創立120周年を迎えた。

### 年表
- 1889年（明治22年）1月24日 - 奈良県尋常師範学校附属小学校が設置される。開校は同年11月。
- 1898年（明治31年）4月 - 師範学校の改称に伴い、奈良県師範学校附属小学校へ改称（「尋常」が除かれる）。
- 1902年（明治35年）4月 - 奈良県師範学校に女子部が開設され、奈良県師範学校附属小学校・奈良県師範学校女子部附属小学校へ改組。
- 1905年（明治38年） 4月1日 - 奈良県師範学校から女子部が分離し、奈良県女子師範学校として独立。
- 1941年（昭和16年）4月1日 - 国民学校令の施行により、小学校が国民学校となる。奈良県師範学校附属国民学校・奈良県女子師範学校附属国民学校へ改組。
- 1943年（昭和18年）4月1日 - 奈良県師範学校および奈良県女子師範学校が統合の上、官立（国立）移管され、「奈良師範学校」（男子部・女子部）となる。奈良師範学校男子部附属国民学校・奈良師範学校女子部附属国民学校へ改組。
- 1947年（昭和22年）4月1日 - 学制改革（六・三制の実施）が行われる。
  - 附属国民学校の初等科が改組され、附属小学校となる。（奈良師範学校男子部附属小学校・奈良師範学校女子部附属小学校）
  - 附属国民学校の高等科が改組され、附属中学校（新制中学校）が発足。
- 1949年（昭和24年）5月31日 - 新制・奈良学芸大学が発足し、奈良師範学校が包括される。
  - 奈良学芸大学奈良師範学校男子部附属小学校・奈良学芸大学奈良師範学校女子部附属小学校へ改称。
- 1950年（昭和25年）4月1日 - 男子部附属小学校と女子部附属小学校を統合し、奈良学芸大学奈良師範学校附属小学校へ改組。
- 1951年（昭和26年）4月1日 - 奈良師範学校の廃止により、奈良学芸大学附属小学校へ改称。
- 1963年（昭和38年）- 高畑町の新校舎（現在地）に移転完了。
- 1965年（昭和40年）4月1日 - 特殊学級を設置。
- 1966年（昭和41年）4月1日 - 大学の改称に伴い、奈良教育大学附属小学校へ改称。
- 1972年（昭和47年）4月1日 - 奈良教育大学教育学部附属小学校へ改称。
- 1973年（昭和48年）4月1日 - 特殊学級を障害児学級に改称。
- 2004年（平成16年）
  - 4月1日 - 国立大学法人奈良教育大学の発足に伴い、奈良教育大学附属小学校へ改称。
  - この年 - 校舎を全面改修。
- 2007年（平成19年）4月1日 - 障害児学級を特別支援学級に改称。
- 2010年（平成22年）- 特別支援学級棟を改築。

## 教育方針
教育目標
- 集団の中でみがきあって伸びる子
  - すこやかなからだをもった子
  - たしかな知識をもった子
  - ゆたかな心をもった子
  - よく働く子

## 校章・校歌
校章
桜の花弁を背景にして、中央に「附」の文字を置いている。
集まりの歌
校歌はない。児童が集まった際、「集まりの歌『みんなの胸に』」が歌われる。作詞は山村公治、作曲は平井康三郎による。歌詞は3番まである。
公式ウェブサイトでMIDIファイルをダウンロードできる。

## 通学区域
- 奈良市内の以下の小・中学校区のいずれかに居住している者に限る[2]。

　飛鳥中・春日中・三笠中・都跡中・鼓阪小・鼓阪北小・佐保小・東市小・辰市小・明治小・帯解小

## 交通
- 市内循環バス「高畑町」下車すぐの（バス停から徒歩で約5分）。

## その他
- 奈良教育大学附属小学校の編集による、『自立する学び』 （かもがわ出版 2006年、ISBN 978-4780300567）が出版されている。
- 植村牧場、株式会社瓦道、竹西農園（無農薬有機栽培茶）、川上村森林組合、近畿大学水産研究所大島実験場（マグロ養殖）、勝浦漁業協同組合、セキスイハイム近畿株式会社、奈良県立橿原考古学研究所附属博物館、平城宮跡資料館、国立天文台ハワイ観測所すばる望遠鏡、広島平和記念資料館などを関連機関としている[4]。
- 奈良教育大学と同様に、イメージキャラクターとして「なっきょん」を用いている[1]。

## 不祥事
- 男子児童の1人が、5年生になった2011年以降、複数の同級生から「キモい」「ウザい」などの言葉を浴びせられるなどのいじめを受けた。被害児童の両親は、学級担任に報告したが担任は対処せず、学校も大学に対し当初事実を伝えていなかった。その後もいじめは継続し、学校側の対応を問題視した児童の両親は、2012年4月に児童を市立小学校に転校させた[5]。学校や大学はいじめであると認定したが、事実関係の把握が転校直前の文部科学省からの問い合わせによるとされ、対応が問題視された[6]。
- 2023年に当時小学4年の男子児童が同級生から「消えろ」「カス」などと暴言を受けたり、殴る、蹴るなどの暴行を受け不登校になり他の学校へ転校を余儀なくされていたことが明らかになった[7]。

- 2022年度から2023年度にかけて国語や外国語などの9教科が学習指導要領に沿わない内容で指導していたことが2024年に判明し発表した。文部科学省は国立大学法人に附属校のカリキュラムを改めて点検するよう通知し、ガバナンスの機能不全から校長による意思決定や法人としてチェックが適切に行われているのか確認するよう求めた。学校は長年不適切な授業が行われていた可能性があるとして平日の授業を増やすなど未履修の内容を補填するほか、現在の６年生には夏休み中に授業を行い来年度まで全ての内容を履修し、卒業生には小学校内に専用の受付け窓口を設置して補習や相談などに応じるほか意向に沿いながら対面やオンラインなどで補習を実施するとしている[8][9]。